# مضاد الضباب

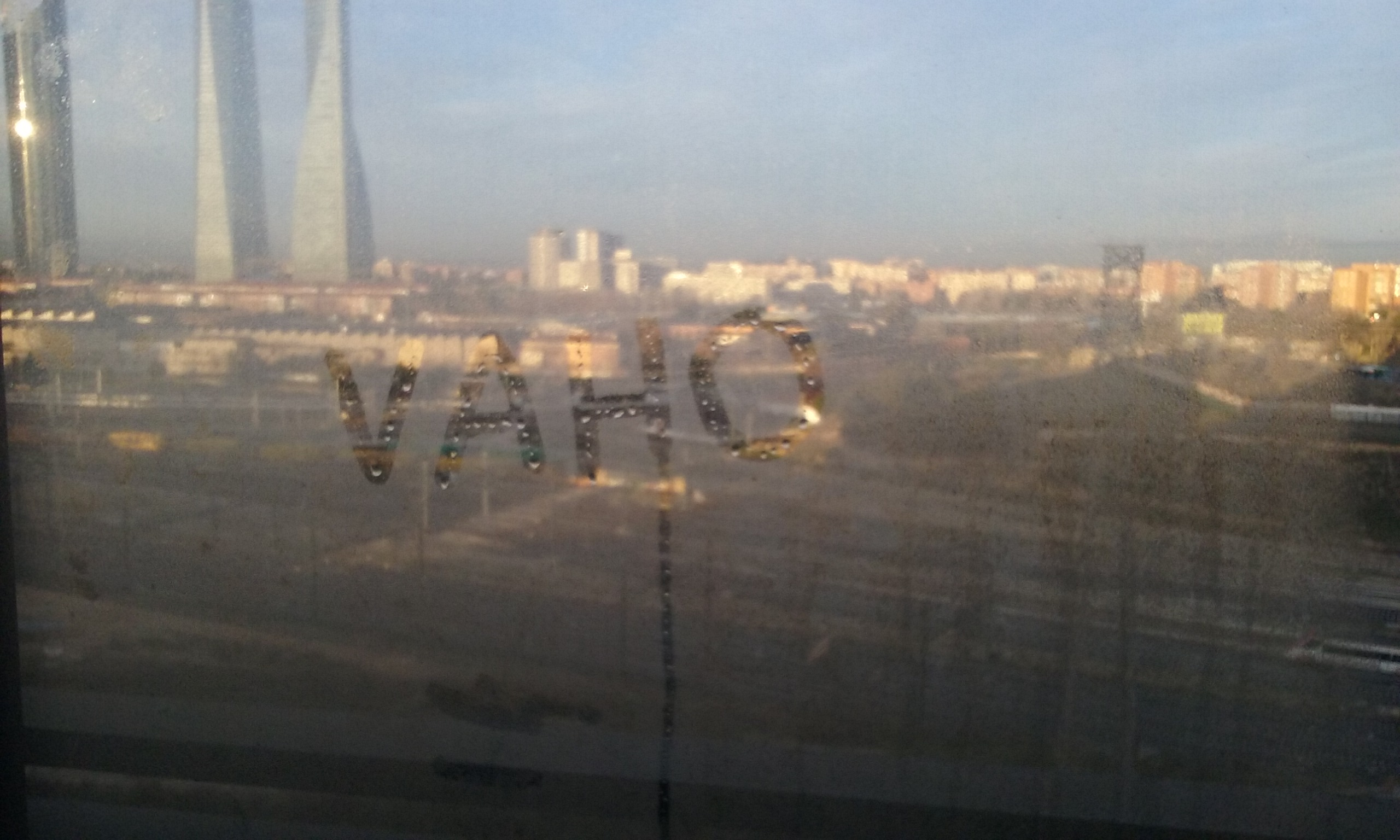

مضاد الضباب (بالإنجليزية: Anti-fog) هو مركب كيميائي يمنع تكثف بخار الماء على الأسطح الزجاجية أو الملساء. وتُستخدم المعالجة بواسطة مضادات الضباب لأسطح العدسات والمرايا والنظارات المقربة، وعدسات الكاميرات. ومن خصائصها تخفيض التوتر السطحي للماء بحيث يكوّن سطحاً غير عاكس للضوء بدلاً من تكثف رطوبة الجو على العدسات على هيأة حبيبات مائية صغيرة تعكس الضوء.

## التطوير
عوامل مضاد الضباب بدأت بالتطور من قبل شركة ناسا خلال مشروع جيمني، لاستعمالها في الأقنعة والخوذ.

## التطبيقات
ابتكرت ناسا مضادات الضباب لمنع تكثف الرطوبة على خوذات رواد الفضاء ونوافذ الطائرات ونوافذ مركبات الفضاء. ويوجد منها السوائل المعبأة في رشاشات أو في هيئة سوائل هلامية، وتوجد منها مركبات معقدة التجهيز تتحمل الظروف الجوية الصعبة. كما يمكن أن تضاف مضادات الضباب إلى العدسات والحوائل المصنوعة من البلاستيك وهذه تعمل من الداخل إلى السطح.